# Голтвянський Олег Миколайович
Олег Миколайович Голтвянський (нар. 8 вересня 1980, м. Харків, нині Україна) — український військовий та політичний діяч, активний учасник Євромайдану, та Російсько-української війни. Офіцер Збройних сили України, командир батальону Печерськ. Також відомий під псевдо «Кесар Люботинський».

## Біографія
Олег Голтвянський є організатором ряду політичних акцій на території України та Росії. Найбільш резонансними з яких були марші на честь Української повстанської армії у Харкові та Полтаві, марші на підтримку сім'ї Павличенко, на підтримку політичних в'язнів, а також ряду історичних і соціальних акцій, брав участь у нападах на представників ліворадикальних та проросійських організацій, а також представників сексуальних меншин. Разом з Дмитром Корчинським є організаторами проекту «Руська автономія», брав активну участь в Євромайдані. Російські СМІ вказують Голтвянського як одного з організаторів Євромайдана. З 2014 року бере участь у війні на сході України. Навесні 2014 року на території Російської Федерації було заарештовано 25 українських диверсантів, які згодом зізналися, що були спрямовані в Росію Голтвянським Олегом Миколайовичем. З червня по грудень 2014 року виконував обов'язки командира батальйону Печерськ. З 2015 року є керівником Центру геополітичних досліджень і сучасної конфліктології. З 2016 по 2020 рік проходив службу в Силах спеціальних операцій. З 2021 року командир контрдиверсійного підрозділу Морської піхоти. Після початку широкомасштабного вторгнення Росії в Україну бере участь в бойових діях на території Луганської, Донецької та Харківської областей. Разом з молодшим сержантом Олександром Гриценєй та мотросом Сергієм Сорокиним навесні 2022 року, 2 місяці утримував позицію "27 пост". Наприкінці 2022 року переведений до Одеси, на посаду командира роти РЕБ.

### Партійна діяльність та участь у виборах
З 2006 по 2010 роки був депутатом Кобилякської районної ради від «Блоку Юлії Тимошенко». У 2010 році балотувався у місті Люботин Харківської області за списком партії «Батьківщина» під № 5, але депутатом не став. 30 вересня 2012 року бере участь у проміжних виборах у Люботинську міську раду, але програє з розривом у 29 голосів кандидату від Партії Регіонів.
3 2009 року очолює молодіжне крило ВО «Батьківщина» — Батьківщина молода.
Очолював право-радикальну організацію Український національний союз, на основі якої намагався у 2013 році створити політичну партію.
З 2015 року очолює Люботинське міське відділення партії Українське об'єднання патріотів — УКРОП. На вибори до місцевих рад 2015 балотувався в депутати за списком Українського об'єднання патріотів — УКРОП під № 1. Став депутатом Люботинської міської ради, отримавши 5.88 % голосів виборців. У 2020 році був кандидатом в депутати Верховної Ради на проміжних виборах по 179 округу, але зняв свою кандидатуру у зв'язку з пандемією КОВІД-19.

## У творчості
- Олег Голтвянський разом з Олегом Тягнибоком, Андрієм Білецьким, Романом Стригунковим, Олегом Однороженко, Ігорем Гаркавенко та багатьма іншими політичними діячами України брали участь у зйомках документального фільму Юрія Горського «Україна. Майдан. Перемога»[55][56].

## Праці
- О. Голтвянський, О. Оглобля, О. Сізов. Вентиляція будівель. Проектування та визначення характеристик систем вентиляції житлових будинків (uk, en) // Державний інститут «УкрНДІводоканалпроект» Проект, остаточна редакція. — Київ: Мінрегіон, 2015.
- О. Голтвянський, О. Оглобля, О. Сізов. Вентиляція будівель. Розрахункові методи визначення витрат повітря на вентиляцію будівель з урахуванням інфільтрації (uk, en) // Державний інститут «УкрНДІводоканалпроект» Проект, остаточна редакція. — Київ: Мінрегіон, 2015.
- Голтвянський О.М. Східні традиції державотворення // Становлення Нікейської держави / Омельчук В. В. — Київ: Видавництво ТОВ «Прометей», 2020. — С. 421-426. — 800 с. — ISBN 978-617-7502-44-8.
- Голтвянський О.М. Теорія та практика сучасної юриспруденції // Реформа та політичний процес / Бровін О.В. — Харків, 2020. — Т. I. — С. 36-38. — 328 с.
- Голтвянський О., Кобанець Р. Націреальна спецслужба в українському державотворенні // До питання про особливості розвитку сектору безпеки США в умовах нових глобальних викликів. — Київ: Видавництво ТОВ «Прометей», 2021. — С. 280-286. — 376 с. — ISBN 978-617-7502-02-8.
- Голтвянський О. Актуальні проблеми, пріоритетні напрямки та стратегії розвитку України // Українська енергетика. Реалії та перспективи / О.С. Волошкіна. — Київ: ІТТА, 2022. — С. 124-126. — 180 с.
- Голтвянський О. М. Розвиток науки в умовах воєнного стану // Енергетика України в умовах війни та післявоєнного стану. — Київ, 2022. — С. 124-126. — 452 с.
- Голтвянський О. М. Літні нукові читання // Культура Нікейської імперії. — Рівне, 2022. — Т. XCI. — С. 136-144. — 542 с.
- Голтвянський О. М. Розвиток науки та техніки:виклики сучастного світу // Элементы фашизма в системе государственного управления России. Формы политической организации. Государство как политическая власть. — Вінниця, 2023. — С. 19-24. — 162 с.